# Sardinella richardsoni
Sardinella richardsoni és una espècie de peix de la família dels clupeids i de l'ordre dels clupeïformes.

## Morfologia
- Els mascles poden assolir 12 cm de llargària total.[5][6]

## Hàbitat
És un peix marí i pelàgic que es troba a àrees de clima tropical (30°N-17°N, 106°E-123°E) fins als 50 m de fondària.

## Distribució geogràfica
Es troba a la Xina, incloent-hi Hainan i Hong Kong.

## Costums
Forma bancs a les aigües costaneres.